# Wamalchitamia
Wamalchitamia là một chi thực vật có hoa trong họ Cúc (Asteraceae).

## Loài
Chi Wamalchitamia gồm các loài: